# Épisodes de L'Invincible
Cet article présente les épisodes de la série télévisée KAYAKOBÉMÉ.

## Distribution
- Lorenzo Lamas (VF : Vincent Violette) : Raphael « Rafe » Cain
- April Telek (VFB : Colette Sodoyez) : Dr Sara Beckman
- Steve Braun (en) (VFB : Thierry Janssen) : Goodwin
- Robert Ito (VFB : Bernard Faure) : Yashiro
- Dominic Keating (VFB : Patrick Descamps) : Mallos
- Kira Clavell (VFB : Catherine Conet) : Vashista

## Épisodes

### Épisode 1:Les Démons de la nuit (1/2)
- États-Unis :7 octobre 2000
- France :22 octobre 2001 sur RTL9

- Grace Park : Mikiko
- Rob Smith : Demon
- Judy Thompson : Jolie femme
- Simon Wong : Toshi

### Épisode 2:Les Démons de la nuit (2/2)
- États-Unis :14 octobre 2000
- France :23 octobre 2001 sur RTL9

- Grace Park : Mikiko
- Rob Smith : Demon
- Angelika Libera : Jolie femme
- Simon Wong : Toshi

### Épisode 3:À mi-chemin entre le bien et le mal
- États-Unis :21 octobre 2000
- France :24 octobre 2001 sur RTL9

- Sharon Alexander : Amanda
- Crystal Bublé : Beatrice
- Bret Hart : Randall
- Gordon Tipple : Sidney
- Timothy Webber : McQueen

### Épisode 4:Les Morts-vivants
- États-Unis :28 octobre 2000
- France :25 octobre 2001 sur RTL9

- Mark Brandon : Surgeon
- Norma Campbell : Vieille femme
- Jilena Cori : Reporter
- Yurij Kis : Chauffeur de taxi
- Byron Lucas : Detective Shawn Garrity

### Épisode 5:Sale temps dans l’Ouest (alias Volte-face)
- États-Unis :4 novembre 2000
- France :26 octobre 2001 sur RTL9

- Artine Tony Browne : Bar Drunk
- John B. Lowe : Drunk
- Cyndi Mason : Miss Leigh
- Mark McConchie : Sheriff
- Rydyr Morse : Cowboy #1
- Grace Park : Mikiko

### Épisode 6:L’Ascenseur pour l’Enfer
- États-Unis :11 novembre 2000
- France :29 octobre 2001 sur RTL9

- Christine Chatelain : Moreena
- Eryn Collins : Femme SDF
- Antonio Cupo : Rafe jeune
- Claude Duhamel : Rock Star
- Michelle Goh : Oniko
- Stefanie Hartman : Anna

### Épisode 7:Le Démon sur les ondes
- États-Unis :18 novembre 2000
- France :22 octobre 2001 sur RTL9

- Nickolas Baric : Carl
- Stefanie Hartman : Anna
- Michael Kopsa : Theo Thurston
- Tyler Labine : Byron
- Brett Le Bourveau : James
- Dion Luther : Thomas

### Épisode 8:Le vol 666
- États-Unis :25 novembre 2000
- France :31 octobre 2001 sur RTL9

- Bob Frazer : Dr. Peter Gettner
- Brent Glenen : Jason
- Scantone Jones : Mike
- Fred Keating : FBI Agent
- Alison Matthews : Agent Audrey Welles
- Nicole Oliver : Monica

### Épisode 9:Le Baiser de la mariée
- États-Unis :2 décembre 2000
- France :1er novembre 2001 sur RTL9

- Gillian Barber : Isabel Anderson
- Sarah Deakins : Katya Anderson
- Gerard Plunkett : Maximillian Montgomery
- Joel Wirkkunen : Scott

### Épisode 10:Les jeux sont faits
- États-Unis :9 décembre 2000
- France :2 novembre 2001 sur RTL9

- Sharon Alexander : Amanda
- Michelle Goh : Oniko
- Bret Hart : Randall
- Scott Heindl : Dorian
- Debbie Podowski : Della Rogers

### Épisode 11:Les Nymphes de la forêt
- États-Unis :3 février 2001
- France :5 novembre 2001 sur RTL9

- Tony Alcantar : Gnome Two
- Robin Avery : Jason Armstrong
- Link Baker : Demon Logger
- Crystal Bublé : Adelpha
- Mike Desabrais : Chainsaw Demon
- Gabrielle Miller : Amenti
- Julie Patzwald : Ashara
- Chiara Zanni : Aurora

### Épisode 12:Une histoire de fou
- États-Unis :10 février 2001
- France :6 novembre 2001 sur RTL9

- Michasha Armstrong : Albert
- Brendan Beiser : Lester Dash
- Peter Hanlon : Dr. Victor Chambers
- Dominic Keating : Mallos
- Rebecca Reichert : Nurse Tally

### Épisode 13:Une école d’enfer
- États-Unis :17 février 2001
- France :7 novembre 2001 sur RTL9

- Forbes Angus : Mr. Black
- Linden Banks : Headmaster Foren
- Elan Ross Gibson : Mrs. Matlin / Ragna
- Levi James : Derek
- Tanja Reichert : Melissa
- Will Sanderson : Troy McBain
- Jewel Staite : Danielle Jenkins

### Épisode 14:Conspiration démoniaque
- États-Unis :24 février 2001
- France :8 novembre 2001 sur RTL9

- Brendan Beiser : Fake Lester Dash
- Sarah Carter : Ellie
- Benjamin Ratner : Ashur

### Épisode 15:Les contes de fées se terminent toujours bien
- États-Unis :3 mars 2001
- France :9 novembre 2001 sur RTL9

- Daniel Brown : Nesbitt
- Eva Decastelo : Gretel
- David Fisher : Henry
- Monika Foris Kvasnicková : Carlotta
- Phil Jones : Count Herald
- Daniela Krhutova : Depravia
- Andrea Miltner : Mary Lou
- Louisa Milwood-Haigh : Erzika
- Max Norlin : Boy
- Robert Orr : Hansel
- Elin Spidlová : Rapunzel

### Épisode 16:Techno zombie
- États-Unis :10 mars 2001
- France :12 novembre 2001 sur RTL9

- Richard Ian Cox : Rodan
- Brad Ganes : Boris
- Katharine Isabelle : Taurez
- Brad Kelly : Bouncer
- Kira Reed Lorsch : Elena
- Michelle Skalnik : Riki

### Épisode 17:Voyage intérieur
- États-Unis :28 avril 2001
- France :13 novembre 2001 sur RTL9

- Nathaniel DeVeaux : The Bartender
- Grace Park : Mikiko
- Simon Wong : Toshi

### Épisode 18:Eaux sulfureuses
- États-Unis :5 mai 2001
- France :14 novembre 2001 sur RTL9

- Michaela Badinková : Maria
- Zdenek Dvoracek : Dimitri's Bodyguard
- Michael Rogers : Mitchell
- Robert Russell : Korel
- Ivan Shvedoff : Dimetri

### Épisode 19:Déjà vu
- États-Unis : samedi 12 mai 2001
- France : jeudi 15 novembre 2001 sur RTL9

- Predrag Bjelac : Petr
- Vitezslav Bouchner : Farmer
- Emile DeLange : Sasha
- Edward C. Gillow : Flint
- Susanna Harter : Petra
- Rhian Heppleston : Eliana
- Jitka Jezková : Nadia
- Vladimír Kulhavý : Gromek
- Howard Lotker : Cyrus
- Grace Park : Mikiko
- Jakob Schwarz : Janos

### Épisode 20:Jugement dernier (1/2)
- États-Unis :19 mai 2001
- France :16 novembre 2001 sur RTL9

- John Comer : Tobias
- Dominic Keating : Mallos
- Mikulás Kren : Kristoph
- Michelle Livingstone : Magda
- Louisa Milwood-Haigh : Razika
- Jan Nemejovský : Villager
- Tereza Petrásková : Gypsy Girl

### Épisode 21:Jugement dernier (2/2)
19/05/2001	
- États-Unis :26 mai 2001
- France :17 novembre 2001 sur RTL9

- John Comer : Tobias
- Dominic Keating : Mallos
- Mikulás Kren : Kristoph
- Michelle Livingstone : Magda
- Louisa Milwood-Haigh : Razika
- Jan Nemejovský : Villager
- Tereza Petrásková : Gypsy Girl

### Épisode 22:Kiyomi
26/05/2001
- États-Unis :2 juin 2001
- France :18 novembre 2001 sur RTL9

- Kira Clavell : Vashista
- Jason Griffith : Acolyte #1
- Sarah Hayward : Bridal Customer
- Dominic Keating : Mallos
- Andrew Keilty : Acolyte #2
- Ted Kozma : Vito
- Melia McClure : Kiyomi
- Grace Park : Mikiko
- T.J. Shanks : Demon Priest
- Simon Wong : Toshi